# Možganski trust
Možganski trust oz. think tank (tudi: možganski center ali politični inštitut) je raziskovalni inštitut, ki opravlja raziskave in zagovarja teme, kot so socialna politika, politična strategija, ekonomija, vojska, tehnologija in kultura. Večinoma gre za nevladne organizacije, nekatere pa so polavtonomne agencije znotraj vlade ali so povezane s posameznimi političnimi strankami ali podjetji. Možanski trusti so navadno financirani s kombinacijo večjih donacij in posameznih prispevkov, pri čemer mnogi sprejemajo tudi državne subvencije.
Možganski trusti objavljajo članke, študije ali celo osnutke zakonodaje o določenih zadevah politike ali družbe. Te informacije nato vlade, podjetja, medijske organizacije, družbena gibanja ali druge interesne skupine zlahka uporabijo kot del svojih ciljev. Možganski trusti segajo od tistih, povezanih z visoko akademskimi ali znanstvenimi dejavnostmi, do tistih, ki so odkrito ideološki in se zavzemajo za določeno politiko, med katerimi se kakovost raziskav zelo razlikuje. Kasnejše generacije možganskih trustov so bile bolj ideološko usmerjene.
Sodobne organizacije za analizo javnih politik so se začele pojavljati v ZDA v 19. in začetku 20. stoletja, večina preostalih pa je bila ustanovljena v drugih angleško govorečih državah. Pred letom 1945 so se osredotočali na gospodarska vprašanja, povezana z industrializacijo in urbanizacijo. V času hladne vojne je bilo ustanovljenih veliko več ameriških in zahodnih, ki so pogosto vodili vladno politiko hladne vojne. Od leta 1991 je bilo v nezahodnih delih sveta ustanovljenih več možganskih trustov. Več kot polovica vseh, ki jih obstaja danes, je bila ustanovljena po letu 1980.